# Le Fresne-Camilly
Le Fresne-Camilly és un municipi francès situat al departament de Calvados i a la regió de Normandia. L'any 2007 tenia 819 habitants.

## Demografia

### Població
El 2007 la població de fet de Le Fresne-Camilly era de 819 persones. Hi havia 275 famílies de les quals 36 eren unipersonals (8 homes vivint sols i 28 dones vivint soles), 96 parelles sense fills, 131 parelles amb fills i 12 famílies monoparentals amb fills.
La població ha evolucionat segons el següent gràfic:
Habitants censats

### Habitatges
El 2007 hi havia 300 habitatges, 289 eren l'habitatge principal de la família, 7 eren segones residències i 4 estaven desocupats. 291 eren cases i 7 eren apartaments. Dels 289 habitatges principals, 264 estaven ocupats pels seus propietaris, 23 estaven llogats i ocupats pels llogaters i 2 estaven cedits a títol gratuït; 1 tenia una cambra, 6 en tenien dues, 19 en tenien tres, 32 en tenien quatre i 231 en tenien cinc o més. 237 habitatges disposaven pel capbaix d'una plaça de pàrquing. A 80 habitatges hi havia un automòbil i a 194 n'hi havia dos o més.

### Piràmide de població
La piràmide de població per edats i sexe el 2009 era:
| Homes | Edats   | Dones |
| ----- | ------- | ----- |
| 0     | 95 o +  | 0     |
| 0     | 90 a 94 | 0     |
| 4     | 85 a 89 | 0     |
| 4     | 80 a 84 | 8     |
| 8     | 75 a 79 | 4     |
| 16    | 70 a 74 | 12    |
| 8     | 65 a 69 | 16    |
| 12    | 60 a 64 | 8     |
| 16    | 55 a 59 | 20    |
| 44    | 50 a 54 | 40    |
| 40    | 45 a 49 | 32    |
| 44    | 40 a 44 | 28    |
| 24    | 35 a 39 | 56    |
| 28    | 30 a 34 | 20    |
| 12    | 25 a 29 | 12    |
| 28    | 20 a 24 | 8     |
| 36    | 15 a 19 | 32    |
| 36    | 10 a 14 | 36    |
| 24    | 5 a 9   | 24    |
| 16    | 0 a 4   | 16    |

## Economia
El 2007 la població en edat de treballar era de 554 persones, 407 eren actives i 147 eren inactives. De les 407 persones actives 380 estaven ocupades (193 homes i 187 dones) i 27 estaven aturades (14 homes i 13 dones). De les 147 persones inactives 64 estaven jubilades, 52 estaven estudiant i 31 estaven classificades com a «altres inactius».

### Ingressos
El 2009 a Le Fresne-Camilly hi havia 282 unitats fiscals que integraven 791,5 persones, la mediana anual d'ingressos fiscals per persona era de 23.603 €.

### Activitats econòmiques
Dels 27 establiments que hi havia el 2007, 3 eren d'empreses de fabricació d'altres productes industrials, 8 d'empreses de construcció, 5 d'empreses de comerç i reparació d'automòbils, 1 d'una empresa d'informació i comunicació, 1 d'una empresa financera, 1 d'una empresa immobiliària, 4 d'empreses de serveis, 2 d'entitats de l'administració pública i 2 d'empreses classificades com a «altres activitats de serveis».
Dels 8 establiments de servei als particulars que hi havia el 2009, 4 eren fusteries, 1 lampisteria i 3 electricistes.
L'any 2000 a Le Fresne-Camilly hi havia 8 explotacions agrícoles que ocupaven un total de 655 hectàrees.

## Equipaments sanitaris i escolars
El 2009 hi havia una escola elemental.

## Poblacions més properes
El següent diagrama mostra les poblacions més properes.